# II. gimnazija u Zagrebu
II. gimnazija u Zagrebu je opća gimnazija osnovana prije stotinu godina dopisom cara Franje Josipa I. koji je razdijelio I. kraljevsku realnu gimnaziju na I. i II. kraljevsku realnu gimnaziju.
II. gimnazija Zagreb je jedna od najboljih općih gimnazija u Hrvatskoj uz III. gimnaziju iz Splita i SŠ Zlatar prema rezultatima posljednje Državne mature. Također jedna je od tri najbolje srednje škole/gimnazije u Zagrebu uz V. i XV. gimnaziju koje su prirodoslovno-matematičke.
Zagrebačka II. gimnazija je 13. prosinca 2012. proslavila stotu obljetnicu postojanja i sedamdeset godina od useljenja u novu zgradu u Križanićevoj ulici 4. Organizirana je Svečana akademija koju su upriličili tadašnji gradonačelnik Zagreba Milan Bandić i tadašnji predsjednik Republike Hrvatske dr. Ivo Josipović.

## Najnoviji rezultati
Zagrebačka II. gimnazija 2009. na Državnoj maturi dospjela je na 3. mjesto u Hrvatskoj po ostvarenim rezultatima, a 2010. godine bili su na 5. mjestu.
Na posljednjoj maturi 2012. godine imali su najbolje rezultate iz 5 predmeta: hrvatskog, psihologije, fizike, politike i gospodarstve te sociologije. Tako su sveukupno slične rezultate ostvaril opće gimnazije: II. gimnazija iz Osijeka, SŠ Zlatar i III. gimnazija iz Splita. 

## Povijest
Godine 1911./1912. u Kraljevsku realnu gimnaziju se upisalo 1118 učenika, što je bilo previše i za onako veliku zgradu ( današnji muzej Mimara), Visoka kraljevska zemaljska vlada donijela je odluku da se sagradi nova zgrada na Širokom brijegu uređena prema svim modernim školskim zahtjevima, u koju se smjestila Kraljevska II. Realna gimnazija u Zagrebu.
6. prosinca 1912. godine javlja se ravnateljstvu Kraljevske realne gimnazije u Zagrebu da je Njegovo Cesarsko Kraljevsko Apostolsko Veličanstvo Franjo Josip I. dopustilo da se Kraljevska realna gimnazija u Zagrebu razdijeli u dvije realne gimnazije (prvu i drugu), čime je osnovana Kraljevska II. realna gimnazija u Zagrebu.
II. gimnazija je kroz svoju povijest nekoliko puta preseljavana, od Katarininog trga, Wilsonovog trga (današnji Rooseveltov trg), Ulice A (današnje Klaićeve), Josipovca i Savske ceste nakon čega se seli u novoizgrađenu zgradu u Domagojevoj ulici 1933. godine, gdje se i danas nalazi.
Zgradu je, prema tada najmodernijim građevinskim i arhitektonskim dostignućima kao i materijalima, projektirao hrvatski arhitekt Egon Steinmann. Unatoč lošem održavanju u bivšoj državi, zgrada i danas uz relativno male građevinske zahvate, može odgovoriti svim prostornim i drugim zahtjevima današnjeg gimnazijskog programa. 
Za vrijeme II. svjetskog rata zgrada postaje vojarna te je pri kraju rata bombardirana i srušeno je istočno krilo - današnja Klasična gimnazija.
Škola je još jednom bila meta bombi, ovoga puta 1995. godine za vrijeme oslobađanja okupirane Zapadne Slavonije kada su četnici s Banije raketirali školsko dvorište za vrijeme nastave, na sreću bez žrtava.
U bivšoj državi škola je nakon rata nazvana II. gimnazija, a u Reformi školstva utopljena je u Centar za kulturu i umjetnost.

## Škola danas
Trenutni ravnatelj je Drago Bagić.
Školu je 2012. upisalo 168 novih učenika razmještenih u 6 razreda. Bodovni prag bio je 55 bodova.

## Vanjske poveznice
- druga.hr službeno mrežno mjesto